# دنيس كرومبتون
دنيس كرومبتون (بالإنجليزية: Dennis Crompton)‏، (1935- 2025 م) هو مهندس معماري بريطاني.

## سيرته
ولد دنيس كرومبتون بتاريخ 29 يونيو 1935م، في بلاكبول في المملكة المتحدة. وتوفي يوم الثلاثاء 21 يناير 2025م، عن عمر ناهز تسعًا وثمانين سنة.